# جو آلون
جو آلون (بالإنجليزية: Joe Allon)‏ هو لاعب كرة قدم بريطاني في مركز الهجوم، ولد في 12 نوفمبر 1966 في غيتسهيد في المملكة المتحدة. لعب مع بورت فايل وسوانزي سيتي ونادي برينتفورد ونادي تشيلسي ونادي لينكولن سيتي ونادي هارتلبول يونايتد ونيوكاسل يونايتد.

## وصلات خارجية
- جو آلون على موقع قاعدة بيانات كرة القدم.إي يو (الإنجليزية)
- جو آلون على موقع Soccerbase.com (لاعب) (الإنجليزية)
- جو آلون على موقع عالم كرة القدم.نت (الإنجليزية)